# Torá
Torá (Turá), pleme američkih Indijnaca s donjeg toka rijeke Rio Marmelos, pritoka Madeire, u zapadnobrazilskoj državi Amazonas. Njihova etnička populacija iznosi još svega 120 (1990 YWAM), dok se vlastitim jezikom služilo 40 ljudi iste godine. Na području rezervata AI Torá 1989. (CEDI 1990) u općini Auxiliadora živi njih 25 s 31 Indijancem iz plemena Apurinã.